# Empar Ferrer Raimundo
Empar Ferrer Raimundo (Mislata, País Valencià, 1947) és una actriu valenciana de teatre, cinema i televisió.
Els seus començaments teatrals van ser com a aficionada en la seva parròquia i en l'agrupació teatral de la seva falla. Molt aviat amb un grup d'amics comença les seves primeres marxes fins que decideix passar pel conservatori estudiant interpretació, declamació, vestuari, vocalització i història del teatre, entre d'altres.

## Inicis
Va començar el seu camí teatral de la mà de Joan Monleón en l'obra clàssica valenciana La infanta Tellina i el Rei Matarot, on va conèixer al seu espòs Lluís Fornés. En 1978, després de néixer el seu fill, va traslladar el seu domicili de Mislata a València.
Amb tres anys d'estudi forma part de la companyia muntada per Antonio Díaz Zamora per a l'obra Las salvajes en Puente San Gil, representada per la Companyia Quart-23 de València el 1972. Jordi Babau, dirigida i adaptada per Juli Leal el 1976. Los malcasados de Valencia de Guillem de Castro, dirigida per Casimiro Gandía el 1979.

## Teatre
L'octubre de 1980 va participar en Les dones diuen al Teatre Principal (València). Després, va entrar a formar part d'una companyia que inicia Conejero, amb Miguel Narros a la fi de 1981. Ha participat entre altres obres: 
- Seis personajes en busca de autor, de Luigi Pirandello 1982 Versió de Miguel Ángel Conejero. Direcció de Miguel Narros i escenografia d'Andrea d’Odorico.
- Madres: estrenada el 1995 a la Sala Moratín.
- Los árboles mueren de pie, d'Alejandro Casona amb direcció escènica de Gerardo Malla en 1999.
- Los caciques, de Carlos Arniches amb la direcció d'A. Fernández Montesinos el 2000.
- Las voces de la noche: estrenada el 27 de febrer de 2004. Amb Laia Marull en el paper d'Elisa i Tristán Ulloa en el de Jorge.
- Don Juan: la versió i direcció va córrer a càrrec del director italià Maurizio Scaparro. Es va estrenar l'1 de novembre de 2002 al Teatro Juan Bravo de Segovia.
- Transterrados: muntatge de José Monleón sobre texts de Max Aub. Fou dirigit per María Ruiz, i es va representar al Teatre Rialto de València en maig-juny de 2003.
- Comedias bárbaras, de Valle-Inclán: Adaptada i dirigida pel cineasta Bigas Luna. Fou representada a Sagunt durant els mesos de setembre i octubre de 2003.

## Cinema
| Any  | Pel·lícula                           | Director               |
| ---- | ------------------------------------ | ---------------------- |
| 1979 | Visanteta esta-te queta              | Vicente Escrivá        |
| 1980 | Con el culo al aire                  | Carles Mira            |
| 1983 | Que nos quiten lo bailao             | Carles Mira            |
|      | Les dents                            | Lluís Rivera           |
| 1991 | Tramuntana                           | Carlos Pérez Ferré     |
| 1992 | La sileta                            | Jaume Riera            |
| 1996 | La soledad de un ángel               | Pedro Rosado           |
| 1999 | El corazón del guerrero              | Daniel Monzón          |
| 1999 | Celos                                | Vicente Aranda         |
| 1999 | Volavérunt                           | Bigas Luna             |
| 1999 | Flores de otro mundo                 | Icíar Bollaín          |
| 1999 | Solas                                | Benito Zambrano        |
| 2000 | El otro barrio                       | Salvador García Ruiz   |
| 2002 | Rencor                               | Miguel Albaladejo      |
| 2002 | La vida de nadie                     | Eduard Cortés          |
| 2002 | El viaje de Carol                    | Imanol Uribe           |
| 2002 | Viento del pueblo (Miguel Hernández) | José Ramón Larraz      |
| 2003 | Soldados de Salamina                 | David Trueba           |
| 2003 | Las voces de la noche                | Salvador García Ruiz   |
| 2004 | Cachorro                             | Miguel Albaladejo      |
| 2005 | Agua con sal (Debajo de las piedras) | Pedro Pérez Rosado     |
| 2006 | Rojo intenso                         | Javier Elorrieta       |
| 2006 | Volando voy                          | Miguel Albaladejo      |
| 2007 | Las 13 rosas                         | Emilio Martinez Lázaro |
| 2008 | Nacidas para sufrir                  | Miguel Albaladejo      |
| 2009 | El dios de madera                    | Vicente Molina Foix    |
| 2009 | Luna caliente                        | Vicente Aranda         |
| 2009 | El amanecer de un sueño              | Fredy Mas              |

## Televisió
- La envenenadora de Valencia Dir. Pedro Olea el 1984.
- Noche sensacional Programa musical Canal Sur,Canal 9 i Castilla-La Mancha.
- Escenas de matrimonio sèrie Telecinco.
- Lalola sèrie Antena 3.
- Hermanos y detectives Sèrie Telecinco.
- Comida para gatos TV Movie. Dir. Carles Pastor.
- UCO sèrie TVE.
- Amar en tiempos revueltossèrie TVE1.
- Maitena sèrie La Sexta.
- Herederos sèrie TVE.
- Desaparecida sèrie TVE.
- Hospital Central sèrie Telecinco
- Aquí no hay quien viva com Paqui a Antena 3 (des de 3x18 fins 3x27)
- La que se avecina com mare de Cristina (1x13)
- Les Moreres sèrie Canal 9 TVVV.
- Negocios de familia sèrie Canal 9 TVV.
- Génesis, en la mente del asesino sèrie Cuatro
- Gran Reserva sèrie TVE.
- El tiempo entre costuras com Herminia
- El pueblo com María[4]
- Viento del pueblo. Miguel Hernández (2002)